# Лоретта, или Красная печать
«Лоретта, или Красная печать» (Laurette ou le cachet rouge) — новелла или повесть Альфреда де Виньи, открывающая книгу военной прозы «Неволя и величие солдата» (1835).

## Содержание
Март 1815 года. Военные прикрывают бегство Людовика XVIII из Парижа в Гент под натиском вернувшегося из ссылки Бонапарта. Ненастная дождливая погода. Путь рассказчика пересекается с повозкой, которой правит старый майор. В повозке у него женщина. Далее следует рассказ майора о том, что это за женщина.
Много лет назад майор служил на флоте капитаном. В 1797 году на его корабль посадили ссыльного, которого он должен был доставить в Гвиану. Ему вручили письмо с указаниями от Директории, которое было предписано раскрыть не ранее перехода через экватор. Конверт был запечатан тремя красными печатями, из них средняя выделялась величиной. Капитан хранил конверт за стеклом стенных часов в своей каюте:

Его красные глаза приковывали к себе мои, впиваясь в них, как впиваются глаза змей. И на этом лице с горящими глазами, как разинутая, зияющая волчья пасть, — третья большая печать.
Ссыльный оказался красивым и обходительным 19-летним юношей с чистым и добрым сердцем. Его сопровождала 17-летняя жена, обаятельная и непосредственная Лоретта. Каждый день капитан обедал с влюблёнными молодоженами и основательно к ним привязался. 
Постепенно ему удалось выяснить, в чём состояло «преступление» молодого человека — он написал три шуточных куплета о правительстве. Из письма с красной печатью он узнал и про «наказание» — юношу было приказано расстрелять.
После внутренней борьбы между чувством и долгом капитан сделал нелёгкий выбор в пользу последнего. Юноша был расстрелян, но капитан поклялся заботиться о его вдове. Девушка не пережила удара и сошла с ума. С тех пор он возил её с собою в повозке. 
За разговорами попутчики достигли Бетюна, где повозка майора затерялась в толпе. Только через 10 лет рассказчику удалось выяснить дальнейшую судьбу этой странной пары. Майора, как рассказал ему сослуживец, вскоре после их встречи «уложило под Ватерлоо, а его бабёнку увезли в госпиталь, где она через три дня умерла».
Рассказчик заявляет, что встреча с бывшим капитаном впервые позволила ему «заглянуть в самую глубь солдатской души». Самопожертвование майора привело его к заключению, что «грубость военного человека — это своего рода железная маска на благородном лице, это нечто вроде каменной темницы, скрывающей в своих стенах благородного узника».

## На русском языке
- А. Виньи. [publ.lib.ru/ARCHIVES/V/VIN'I_Al'fred_Viktor/_Vin'i_A.V..html Неволя и величие солдата]. // Литературные памятники. Перевод, биографический очерк и примечания А.А.Энгельке. Статья Б.Г.Реизова. Ответственный редактор А.М.Шадрин. Л.: Наука, 1968.